# NGC 1369
NGC 1369 è una galassia a spirale barrata intermedia situata nella costellazione dell'Eridano, a una distanza di circa 63 milioni di anni luce dalla nostra Via Lattea.

## Scoperta
La galassia è stata scoperta il 19 gennaio 1865 dall'astronomo tedesco Julius Schmidt.

## Descrizione
NGC 1369 è stata utilizzata da Gérard de Vaucouleurs come esempio di galassia del tipo morfologico SAB(s)a nel suo atlante delle galassie.

## Gruppo di NGC 1399
NGC 1369 fa parte del Gruppo di NGC 1399, a sua volta incluso nel più vasto Ammasso della Fornace, e che comprende almeno 42 galassie, tra cui NGC 1326, NGC 1336, NGC 1339, NGC 1344 (=NGC 1340), NGC 1351, NGC 1366, NGC 1373, NGC 1374, NGC 1379, NGC 1387, NGC 1399, NGC 1406, NGC 1419, NGC 1425, NGC 1427, NGC 1428, NGC 1437 (=NGC 1436), NGC 1460, IC 1913 e IC 1919.
La designazione FCC 176 indica che NGC 1369 viene considerata come membro dell'Ammasso della Fornace nel catalogo di Henry Ferguson.